# Dębowiec-Kolonia
Dębowiec-Kolonia – wieś w Polsce położona w województwie lubelskim, w powiecie zamojskim, w gminie Skierbieszów.
| SIMC    | Nazwa   | Rodzaj    |
| ------- | ------- | --------- |
| 1026562 | Ośrodek | część wsi |

W latach 1975–1998 miejscowość należała administracyjnie do województwa zamojskiego.
Wieś stanowi sołectwo gminy Skierbieszów.
Wierni Kościoła rzymskokatolickiego należą do parafii Niepokalanego Serca Najświętszej Maryi Panny w Łaziskach.